# Frederick Corfield
 Frederick Vernon Corfield (1er juin 1915 - 25 août 2005) est un homme politique et ministre britannique conservateur.

## Biographie
Corfield est le fils du brigadier Frederick Alleyne Corfield et de Mary Graham Vernon. Le 10 août 1945, il épouse Elizabeth Mary Ruth Taylor à l'église Holy Trinity de Brompton à Londres.
Il fait ses études d'abord à la Brockhurst Preparatory School, puis au Cheltenham College et à l'Académie royale militaire de Woolwich. Il est officier dans l'Artillerie royale en 1935. Il est ensuite affecté en Inde jusqu'en 1939, avant d'être envoyé en France avec le corps expéditionnaire. En 1940, il sert dans la 51e division (Highland) et est mentionné dans les dépêches, mais, à mesure que les Allemands avancent, la division est coupée et forcée de se rendre. Ainsi Corfield passe le reste de la guerre comme prisonnier de guerre, dernièrement à Oflag IX A/Z à Rotenburg an der Fulda. Pendant son temps de prisonnier, il étudie le droit.
A son retour en Angleterre, il obtient son diplôme d'avocat et est admis au barreau de Middle Temple en 1946, il passe un an dans la branche du juge-avocat général de l'armée. Cela ne lui convient pas. Il passe la décennie suivante principalement comme agriculteur, d'abord sur la ferme familiale du Shropshire, puis sur une ferme de 300 acres (1,214056926 km2) dans le Gloucestershire.
En 1955, il devient député du South Gloucestershire. Peu de temps après être devenu député, il lance un projet de loi d'initiative parlementaire visant à améliorer l'indemnisation des achats forcés de terres. Il bénéficie d'une deuxième lecture de son projet de loi en février 1958, contre l'avis du gouvernement, et ses principes généraux sont incorporés dans la loi sur l'aménagement du territoire de 1959.
Sous Harold Macmillan et Alec Douglas-Home, il occupe le poste de secrétaire parlementaire conjoint du Logement et des Gouvernements locaux (1962–64). Il devient porte-parole de l'opposition sur les terres et les ressources naturelles 1964-1965 et par la suite membre exécutif du Comité 1922. Il devient secrétaire du comité de l'agriculture des députés conservateurs (1956-1962) et président de son sous-comité des petites exploitations (1957-1958). Il est également secrétaire privé parlementaire d'Airey Neave.
En 1970, Corfield est brièvement ministre d'État au ministère du Commerce et de l'Industrie nouvellement formé sous John Davies. Il occupe ensuite les postes de ministre de l'Aviation et de l'Aérospatiale (1970-72) où il est responsable de l'annulation du programme de fusées Black Arrow mais fournit une aide financière à Rolls-Royce (dont l'usine Filton, Bristol est dans sa circonscription) lorsqu'elle rencontre des difficultés qui entravent ses engagements en matière de défense. Cette aide comprend la nationalisation de la partie stratégiquement importante des moteurs d'avion de RR. Il préside également le premier déploiement à grande échelle de Concorde.
Il revient à l'arrière-ban en 1972 et ne se représente pas dans le Gloucestershire aux élections générales de février 1974. Après cette retraite des Communes, il retourne à des dossiers judiciaires et siège aux conseils d'administration de diverses compagnies des eaux.